# P/2014 E1 (Larson)
P/2014 E1 (Larson) — одна з короткоперіодичних комет сім'ї Юпітера. Ця комета була відкрита 10 березня 2014 року; вона мала 16.8m на час відкриття.